# Tequiol
Tequiol (em turco: Tekyol) ou Bardaque (em armênio: Բերդակ; romaniz.: Bardak) é uma vila no distrito de Muxe, na província de Muxe, na Turquia. Segundo o censo de 2022, havia 820 residentes. Historicamente, era uma fortaleza regional relevante, no entanto, foi destruída nos anos 1890, no contexto dos massacres hamidianos. Fazia parte do vilaiete de Bitlisse no Império Otomano.